# Рюдквист, Мария
Мария Рюдквист (швед. Maria Rydqvist; род. 22 марта 1983, Смоландсстенар, Йёнчёпинг) — шведская лыжница, призёрка этапов Кубка мира, призёрка чемпионата мира среди юниоров, многократная чемпионка Швеции. Специализируется в дистанционных гонках.

## Карьера
В Кубке мира Рюдквист дебютировала в 2003 году, в марте 2007 года первый раз в карьере попала в тройку лучших на этапе Кубка мира, в эстафете. Всего на сегодняшний момент имеет 3 попадания в тройку лучших на этапах Кубка мира, все так же в эстафетах, в личных гонках не поднималась выше 10-го места. Лучшим достижением Рюдквист в общем итоговом зачёте Кубка мира является 31-е место в сезоне 2010/11.
За свою карьеру принимала участие в трёх чемпионатах мира, лучший результат 6-е место в скиатлоне 7,5+7,5 км на чемпионате мира 2011 года.
Использует лыжи производства фирмы Fischer.